# Blöcken (Eurasburg)
Blöcken ist ein Gemeindeteil von Eurasburg im oberbayerischen Landkreis Bad Tölz-Wolfratshausen.

## Geographie
Die Einöde liegt circa drei Kilometer südlich von Eurasburg.

## Geschichte
Der Name geht auf mittelhochdeutsch blecke zurück. Das ist die Stelle, wo die Erde niedergerutscht ist und der Felsen hervorschaut.
Blöcken wurde am 1. Mai 1978 als Teil der bis dahin selbständigen Gemeinde Herrnhausen zu Eurasburg eingemeindet.

## Baudenkmäler
Siehe: Liste der Baudenkmäler in Blöcken